# Samuel Rönnegård
Nils Samuel "Sam" Rönnegård, född 2 juli 1893 i Leksand, död där 16 december 1974, kyrkoherde i Garpenberg, Västerås stift och psalmförfattare.
Samuel Rönnegård var son till hemmansägaren Smeds Erik NIlsson. Han växte upp i en utpräglat frikyrklig miljö, där han kom i kontakt med olika fromhetsriktningar. Efter att ha 1909–1914 ha varit jordbruks-, skogs- och byggnadsarbetare genomgick han Betelseminariet i Stockholm 1914–1918. 1919–1922 arbetade han som resetalare inom Svenska baptistsamfundet. Efter studentexamen som privatist i Stockholm 1920 blev Rönnegård 1923 filosofie kandidat och 1926 teologie kandidat vid Uppsala universitet. Under studietiden kom han, delvis under påverkan av Einar Billings kyrkosyn till övertygelsen om att han som präst i Svenska kyrkan  bäst kunde fullgöra sin livsuppgift i ekumenisk anda. Rönnegård var kyrkoadjunkt i Tierps församling 1926–1932 och samtidigt lärare vid kommunala mellanskolan där. Från 1932 var han kyrkoherde i Garpenberg.
I 1937 års Psalmbok representerad med sin ungdomspsalm När stormens lurar skalla, som han diktade till sitt mysteriespel inför ett jubileum i kyrkan den 10 oktober 1936.
Rönnegård har även skrivit den s.k. "Tierpssången", som är Tierps kommuns officiella sång

## Psalmer
- När stormens lurar skalla  i 1937 års psalmbok nr 534 under rubriken "Ungdom".